# Museo de Bellas Artes de Granada
El Museo de Bellas Artes de Granada es la más importante pinacoteca de dicha ciudad. 
El museo ocupó inicialmente el antiguo convento dominico de Santa Cruz la Real, siendo inaugurado en 1839, por lo que se trata de la pinacoteca provincial más antigua de España. Tras diversos cambios de ubicación, desde 1958 tiene su sede en el Palacio de Carlos V, notable edificio del Renacimiento anexo a la Alhambra.

## Historia

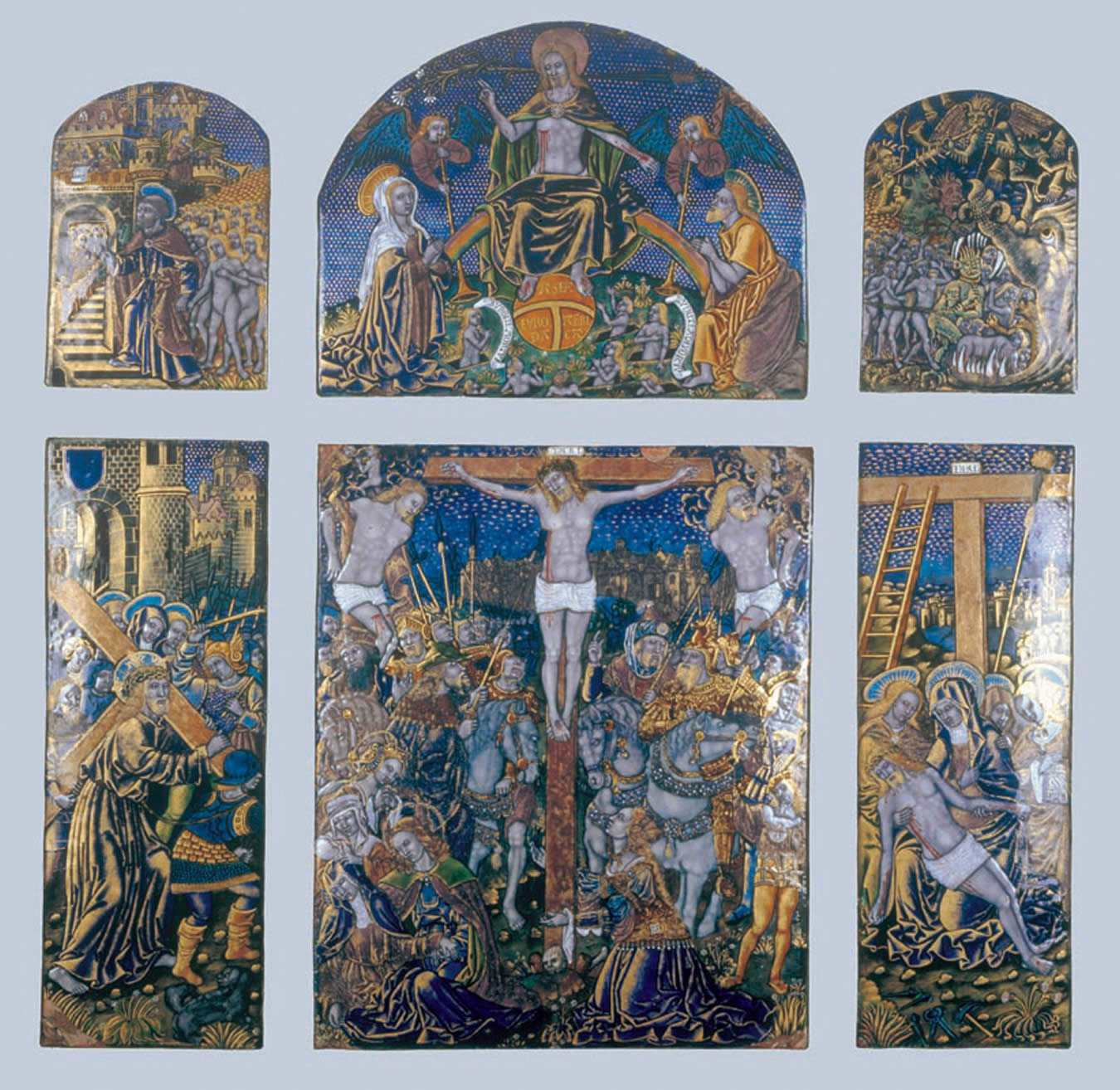
Tríptico del Gran Capitán, esmalte de Limoges.

Como tantos otros museos provinciales de España, este Museo de Bellas Artes debe su origen a la desamortización de Mendizábal, que supuso la dispersión de numerosas obras de arte que habían pertenecido a órdenes religiosas. Así, la institución se creó para custodiar las obras artísticas, mayormente religiosas, que peligraban.
El museo se inauguró en el antiguo convento dominico de Santa Cruz la Real, el 11 de agosto de 1839. En 1889, el Ayuntamiento de Granada adoptó la decisión de dedicar el edificio a un Instituto Militar, por lo que las colecciones de arte pasaron por diversas ubicaciones: primero a unos salones de la Casa Consistorial, luego a un edificio de la calle Arandas, y finalmente a la llamada Casa del Castril. Compartieron espacio con el Museo Arqueológico de Granada y la Academia de Bellas Artes.
Ya en el siglo XIX, se planteó la oportunidad de recuperar como sede del Museo el famoso Palacio de Carlos V, considerado el edificio más importante de la Granada cristiana y que permanecía vacío, en condiciones no óptimas. El Patronato del Museo acordó formalmente el traslado del Museo a dicho local en 1914, pero no fue hasta 1941 cuando el Gobierno (la Dirección General de Bellas Artes) decidió dicho traslado.
El proceso fue largo, y el Museo no se inauguró en el Palacio hasta 1958, coincidiendo con varios actos con motivo del IV Centenario de la muerte de Carlos V (Carlos I de España). La institución se acomodó en la planta alta del edificio, con obvias limitaciones pues se decidió no alterar la distribución original.
En 1994 se inician las obras de remodelación de la planta baja del Palacio de Carlos V para ubicar, entre otras dependencias, el Museo de la Alhambra. La eliminación de la entreplanta existente hasta entonces hizo necesario el traslado de parte de las dependencias del Museo de Bellas Artes al complejo edificatorio conocido como Nuevos Museos.
El Museo fue sometido a una nueva reforma de adecuación museográfica, según técnicas modernas, que comenzó en 2003 y que se inauguró en enero de 2008.

## Colecciones

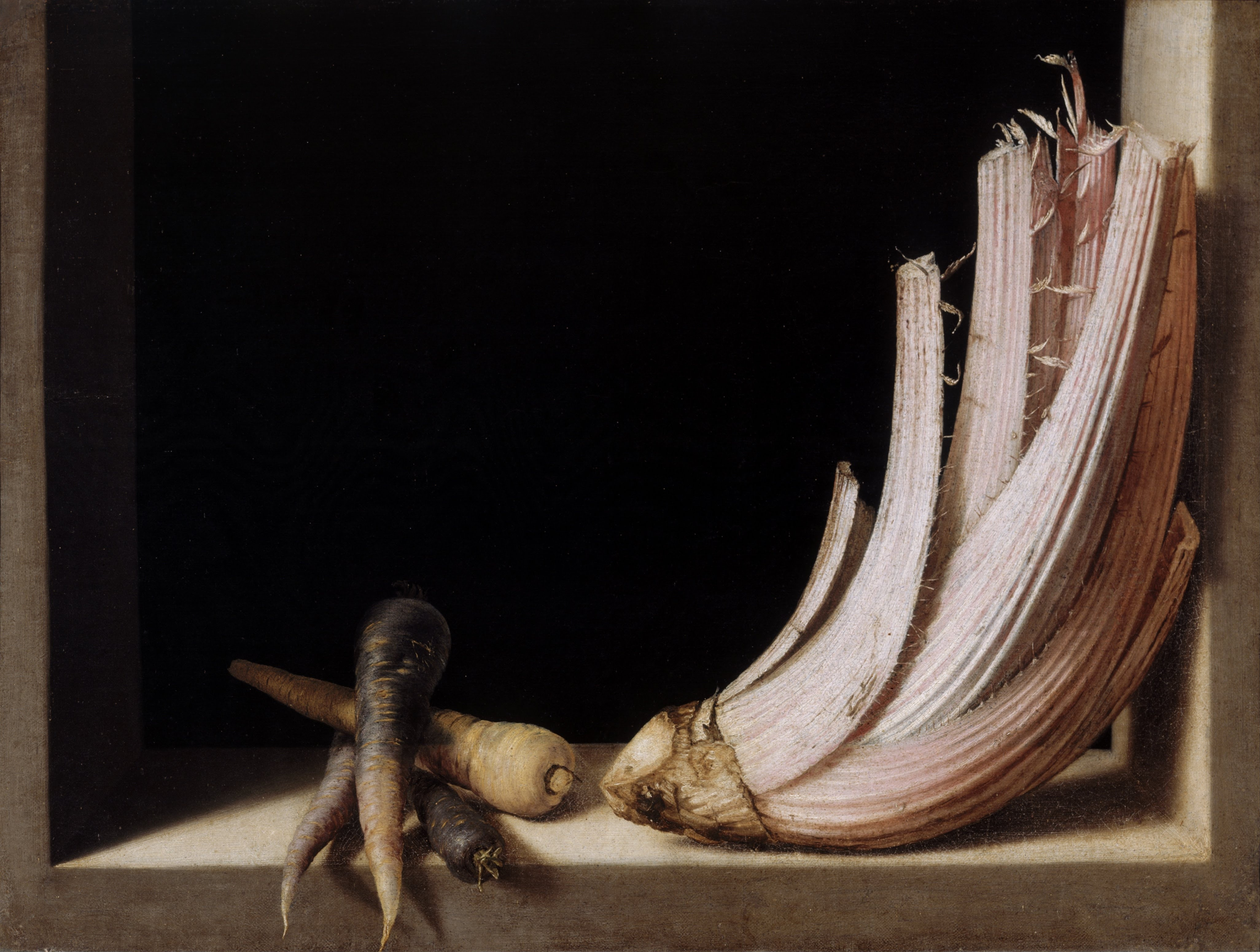
Bodegón del cardo de Juan Sánchez Cotán.

Las colecciones están formadas mayormente por pinturas y esculturas, desde el siglo XV hasta el XX. Los fondos más amplios y ricos proceden de fundaciones religiosas desamortizadas en el siglo XIX. Se han sumado posteriormente obras depositadas por el Museo del Prado, así como compras, tanto ejemplos de arte reciente como de viejos maestros.
Entre las piezas más antiguas, destaca la escultura de Santa María de la Alhambra, de finales del siglo XV, atribuida a Roberto Alemán y que presidía la Puerta de la Justicia de la Alhambra. En 1941 fue retirada del exterior y sustituida por una réplica para preservarla del deterioro. De la misma época, destaca el Tríptico del Gran Capitán, elaborado en esmalte de Limoges.
Ya de principios del siglo XVI, es el gran grupo de El entierro de Cristo, del maestro florentino Jacopo da Torni (Jacopo Florentino), y algo posterior, el relieve de La Virgen con el Niño, esculpido en madera de nogal por Diego de Siloé.
Una de las secciones más distintivas es la de principios del siglo XVII, con Juan Sánchez Cotán como gran nombre. Su Bodegón con cardo y zanahorias es acaso la mejor obra del Museo, así como pieza clave de su producción, junto con otro del Museo del Prado. Del mismo artista el Museo alberga varias obras de género religioso procedentes de la Cartuja de Granada en la que profesó como monje, entre ellas una Virgen despertando al Niño, ya de menor relevancia, pues Sánchez Cotán era más bien conservador y anticuado en su pintura religiosa y su fama actual radica en sus bodegones. 
Otro ejemplo representativo del bodegón español de comienzos del siglo XVII es Cajitas de dulces, de Juan van der Hamen y León, procedente del Palacio Arzobispal.
Alonso Cano, granadino de nacimiento, es otro gran protagonista del Museo. Aquí se custodian La Virgen del Lucero, San Jerónimo penitente en el desierto y la escultura de San Diego de Alcalá. Muy numerosa es la representación de los seguidores de Alonso Cano, tanto escultores como pintores, como Pedro Atanasio Bocanegra, Juan de Sevilla, Pedro de Mena, de quien se conserva un busto de la Dolorosa o de la Soledad, y José de Mora, junto a otros maestros menos conocidos, como los Cieza, Miguel Jerónimo de Cieza y su hijo José, Pedro de Moya, Ambrosio Martínez Bustos y los Gómez de Valencia, Felipe Gómez de Valencia y su hijo Francisco, cerrándose la nómina con las obras del también pintor y escultor José Risueño.
Ya del siglo XIX, destaca una Vista del Antiguo Ayuntamiento de Granada (1873), de Mariano Fortuny, y de 1920, un Paisaje de Sierra Nevada de Antonio Muñoz Degrain. El Museo ha sumado además un amplio muestrario de Manuel Ángeles Ortiz.

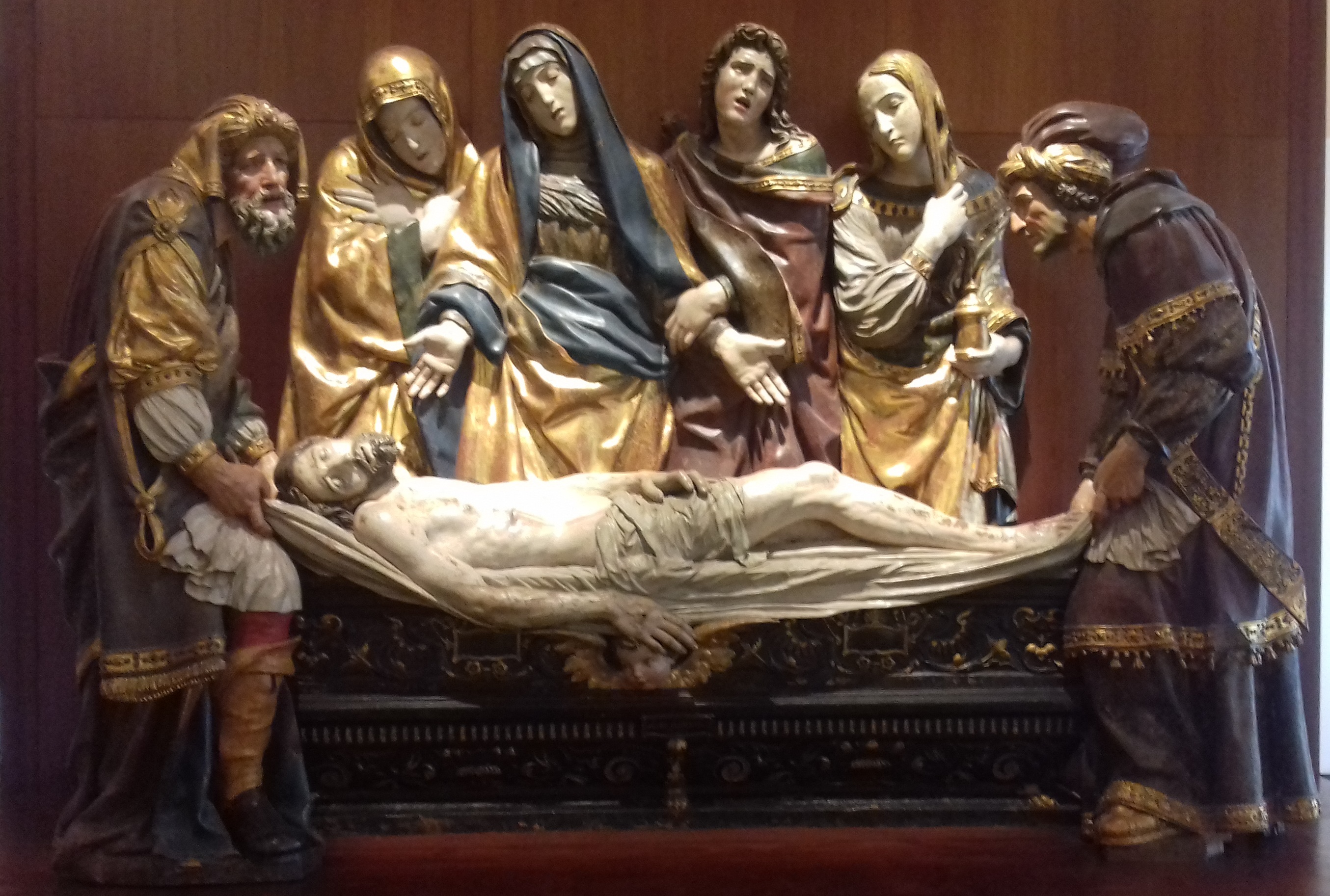
El entierro de Cristo de Jacopo Florentino
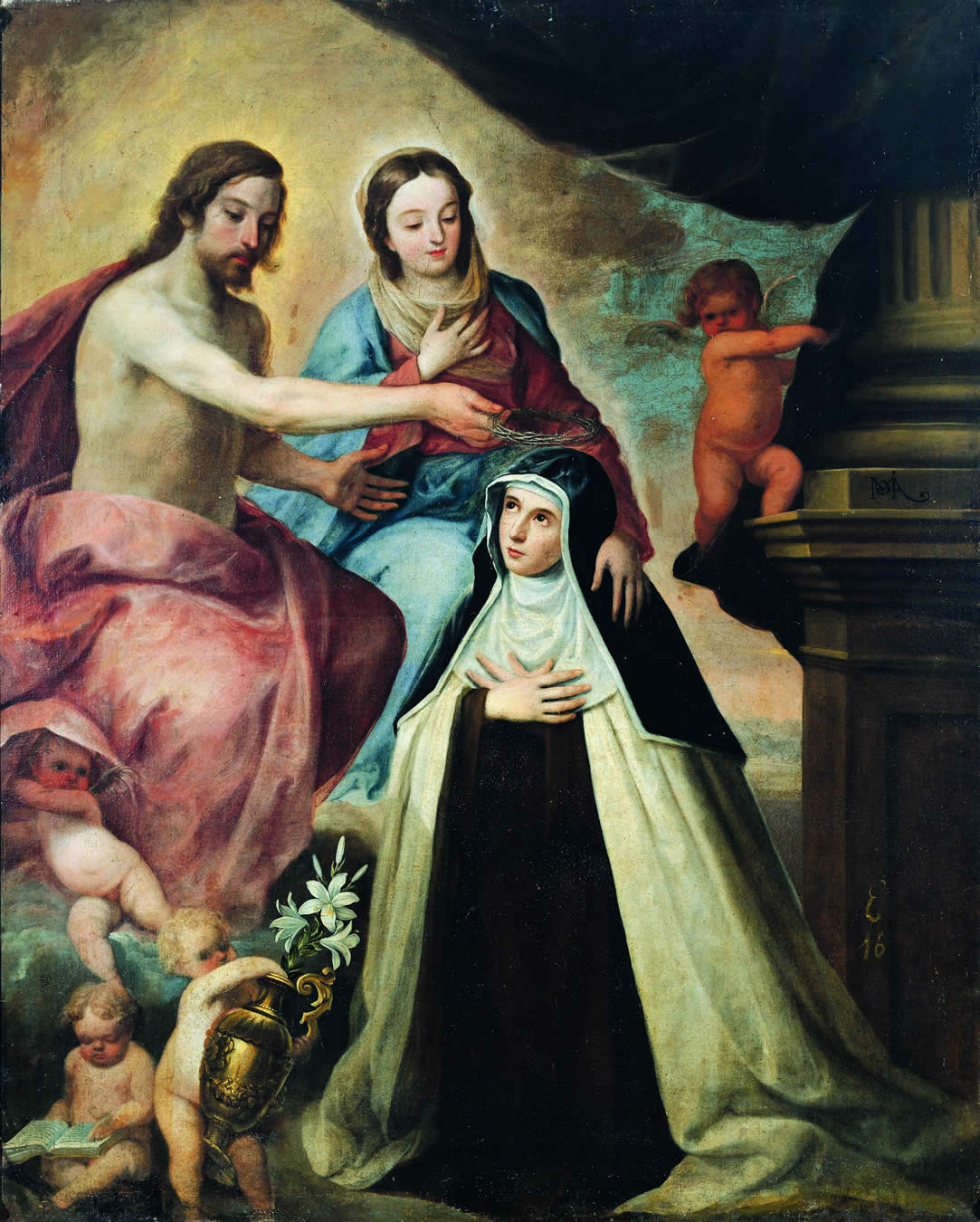
Visión de Santa María Magdalena de Pazzi de Pedro de Moya.
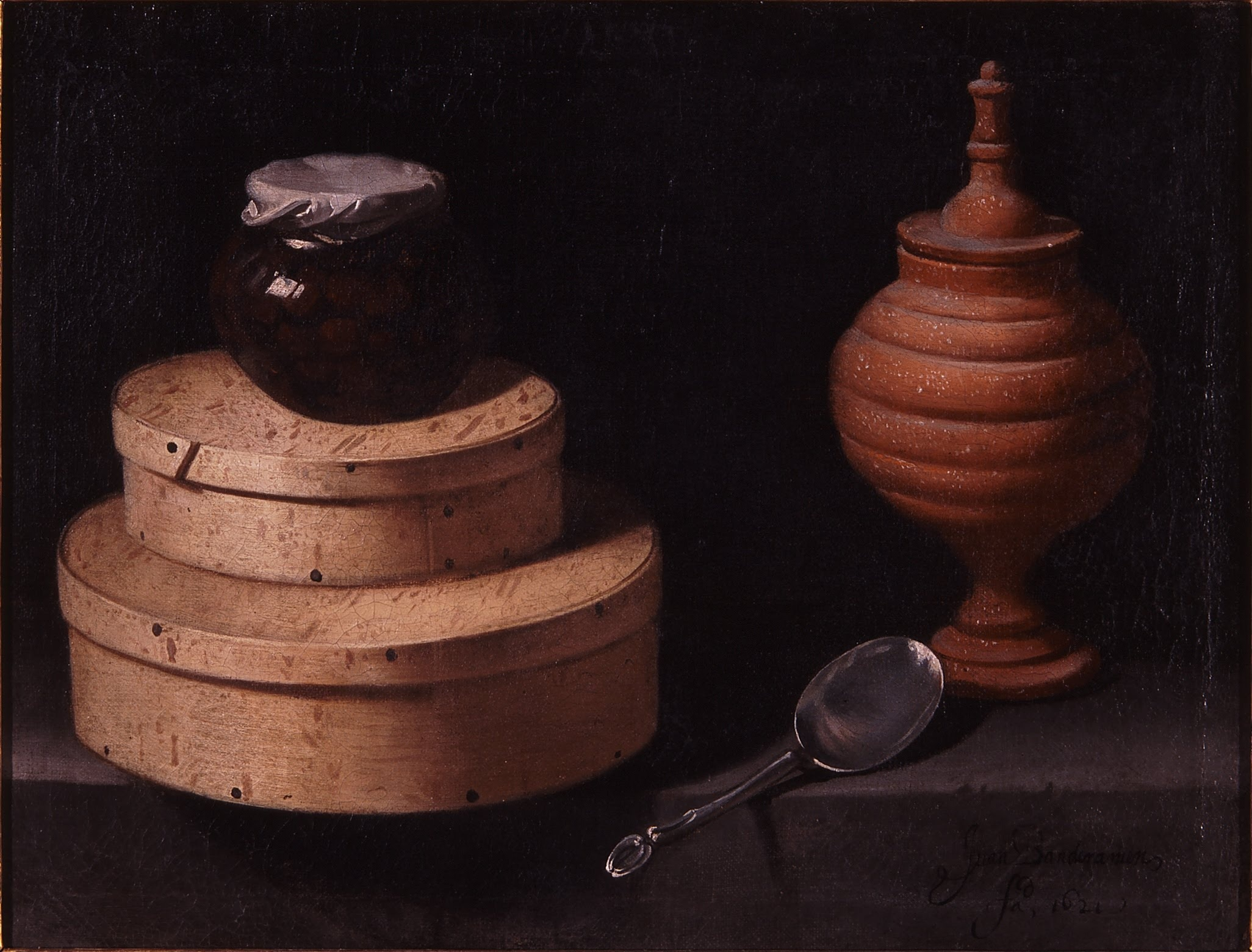
Cajitas de dulces de Juan van der Hamen y León.
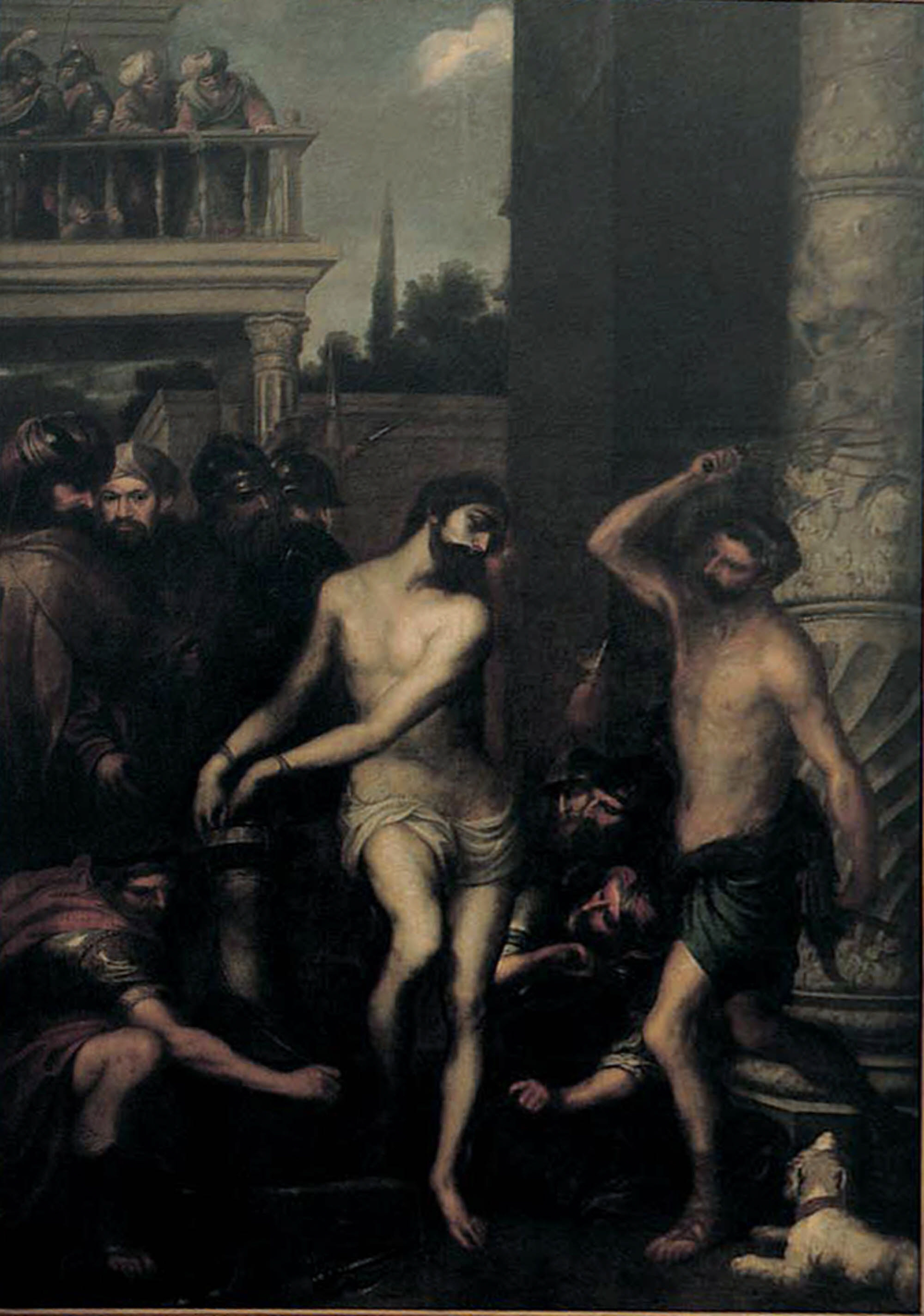
Flagelación de Juan de Sevilla.
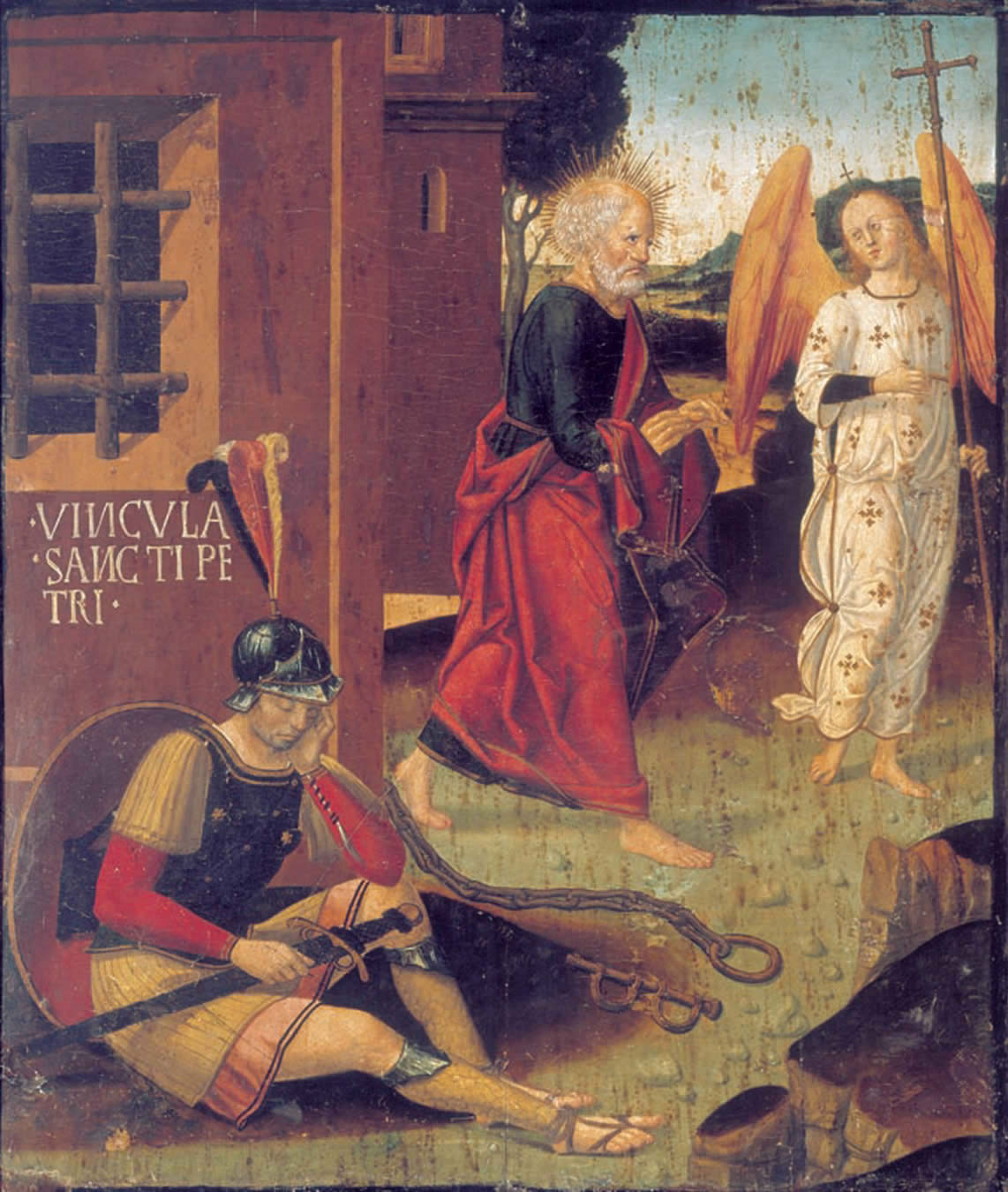
Liberación de san Pedro de Juan Ramírez.
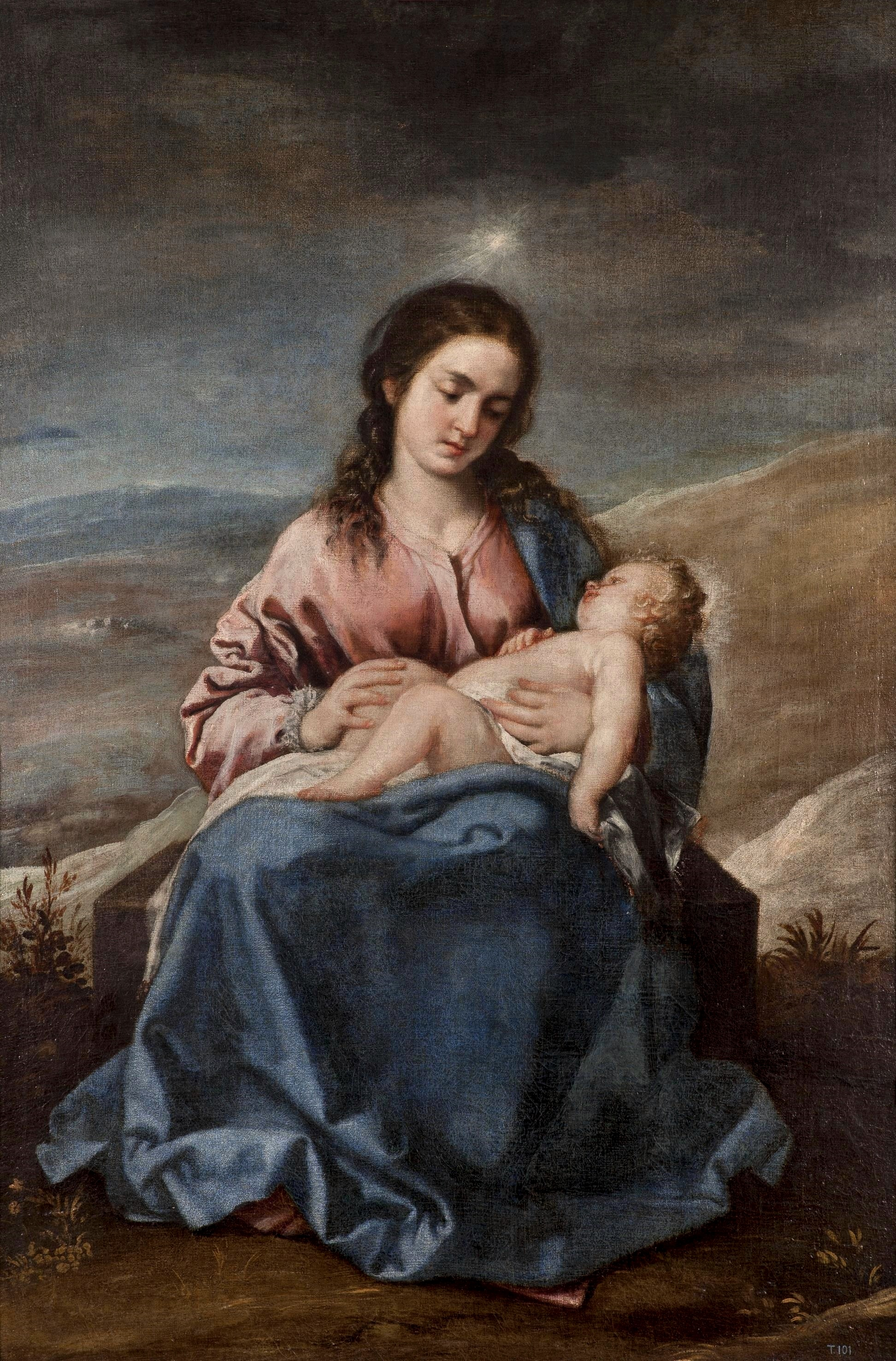
La Virgen del Lucero de Alonso Cano.